# Сила (планина)
Вижте пояснителната страница за други значения на Сила.
Сила (на италиански: Sila) е планински масив в Калабрия, Италия. Планинският регион обхваща 1 500 km² и се състои от три части, Сила Гранде, Сила Пикола и Сила Грека. Най-високият връх Монте Бото Донато е висок 1 928 m и се намира в Сила Гранде. От планината извират двете реки Нето и Крати. На запад планината пада стръмно към град Козенца.
Най-големият град e Сан Джовани ин Фиоре.
Името Сила Грека идва от заселилите се тук през средновековието албанци, които са православни християни. Романската църва „Сан Адриано“ в Сан Деметрио Короне има византийски елементи.